# Список самых высоких зданий Вашингтона

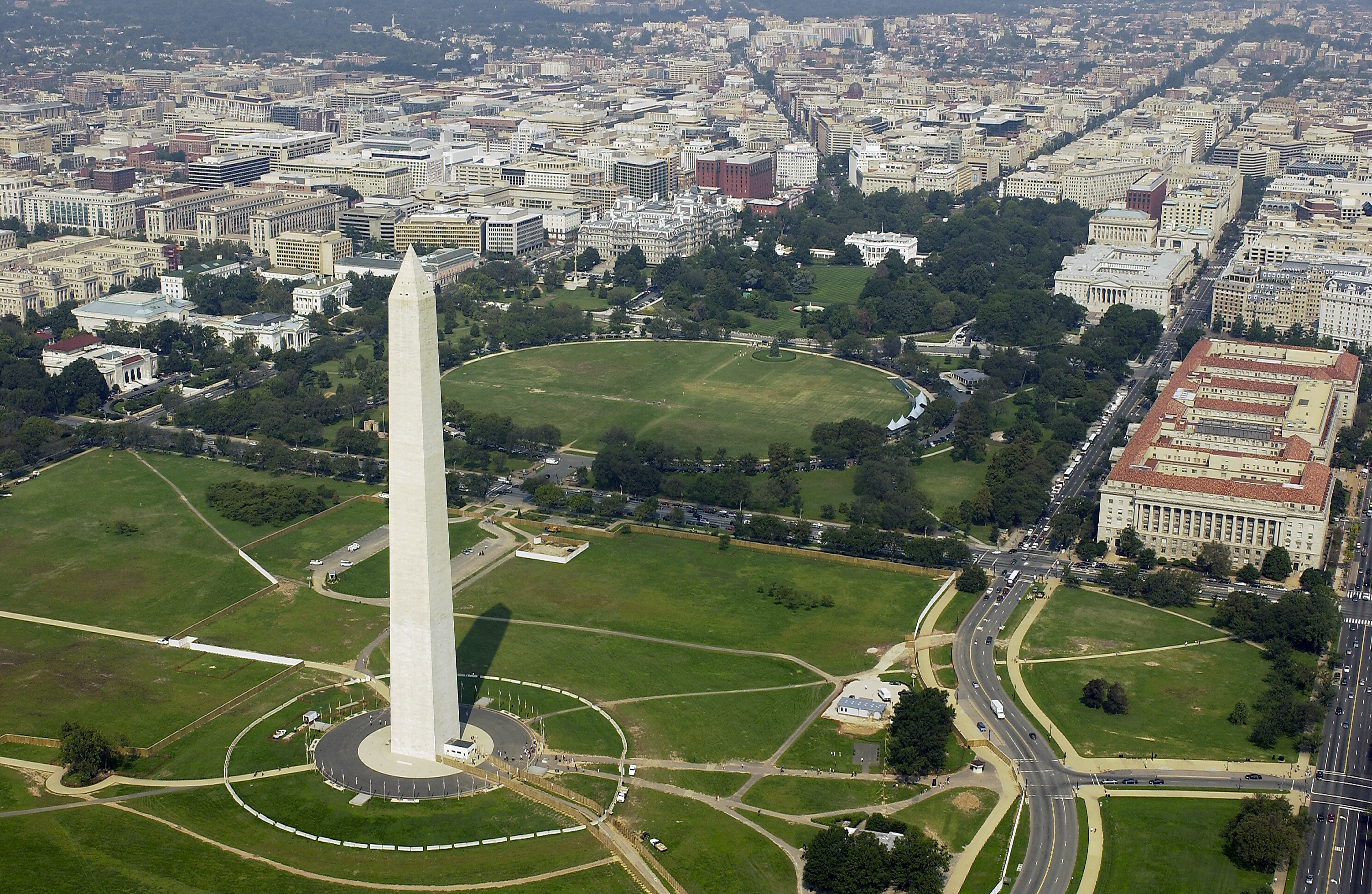
Вид на северо-запад от монумента Вашингтону

Здесь представлен список самых высоких зданий и сооружений города Вашингтона, столицы Соединённых Штатов Америки. Самым высоким сооружением в городе является построенный в 1884 году высотой 169 метров монумент Вашингтону. Однако его не считают высотным зданием, поскольку он не имеет жилой застройки. Самое высокое пригодное для жилья здание — Базилика национальной святыни Непорочного зачатия, высота которого составляет 100 метров. Второе самое высокое здание в городе — Старое здание почтового отделения (высота 96 метров), третье — Вашингтонский кафедральный собор (высота 92 метра). Кроме того, с июля 2008 года в городе есть 320 незаконченных высотных зданий .
История вашингтонских небоскрёбов началась с завершения в 1894 году 14-этажного жилого дома «Каир», который, как полагают, является первым высотным жилым домом в городе. Здание возвышается на 50 метров и имеет 14 этажей. С конца 1890-х годов до середины 1930-х годов в городе шёл «строительный бум»: в это время были построены
Старое здание почтового отделения и «Федеральный треугольник». С начала 1940-х годов и до конца 1990-х годов было завершено строительство 31 из 48 высотных зданий. Однако, хотя город и является родиной нескольких высотных зданий, ни один, как полагают специалисты, не является подлинным небоскрёбом: только два законченных здания превосходят в высоту 61 метр.
Высота зданий в городе ограничена Законом о высоте зданий 1910 года, который был принят Конгрессом в 1899 году после строительства в 1894 году жилого дома «Каир», который был намного выше, чем существующие на тот момент жилые здания города. Закон ограничивал высоту любого построенного здания до 30,5 метров (100 футов), жилых домов — до 27,5 м (90 футов). В 1910 году Конгресс предписал новый закон, ограничивающий высоту застройки зданий шириной улицы или авеню, на которой расположен дом плюс 6,1 м (20 футов); таким образом здание, находящееся на улице шириной 27 метров (90 футов), может иметь высоту не более 34 метра (110 футов). Законодательное ограничение высоты зданий часто критикуют за то, что в городе большие арендные платы и ограничение доступного жилья, а также транспортные проблемы в результате урбанизации. Из-за этого архитекторы, желающие построить более высокие здания ближе к центру города часто строят дома в Росслине, штате Виргиния, находящейся непосредственно через реку Потомак от Джорджтауна.

## Построенные здания
В списке представлены вашингтонские здания высотой более 46 метров. В это число включаются шпили и архитектурные детали зданий, но не включаются мачты и антенны. Знак «=» после разряда указывает на равную высоту зданий. Различные нежилые здания и башни приведены для сравнения, однако они не оцениваются.
| Место | Название                                                   | Изображение | Высота (м) | Этажность | Год постройки | Примечания |
| ----- | ---------------------------------------------------------- | ----------- | ---------- | --------- | ------------- | --- |
|       | Монумент Вашингтону                                        |             | 169        | 3         | 1884          | Самое высокое архитектурное сооружение в Вашингтоне с 1884 года. С 1884 по 1889 год был самым высоким сооружением в мире; до постройки в 1939 году монумента Сан-Хасинто считался самым высоким памятником в США. Сейчас является 3-м по высоте монументом в США. |
| 1     | Базилика национальной святыни Непорочного зачатия          |             | 100        | 32        | 1959          | Самое высокое здание в Вашингтоне с 1959 года. Самое высокое здание, построенное в 1950-х годах. |
| 2     | Старое здание почтового отделения                          |             | 96         | 18        | 1899          | С 1899 по 1959 год было самым высоким зданием в городе. Самое высокое здание, построенное в 1890-е годы. |
| 3     | Вашингтонский кафедральный собор                           |             | 92         | 7         | 1990          | Занимает второе место в списке самых больших церквей США после Собора Иоанна Богослова в Нью-Йорке. Самое высокое здание в городе, построенное в 1990-х годах. |
| 4     | Капитолий США                                              |             | 88         | 3         | 1863          | Самое высокое здание, построенное в 1860-х годах. |
| 5     | One Franklin Square                                        |             | 64         | 12        | 1989          | Самое высокое офисное здание Вашингтона. Самое высокое здание, построенное в 1980-х годах. |
| 6=    | Одиннадцатая улица, 700                                    |             | 61         | 13        | 1992          | [ 17 ] [ 18 ] |
| 6=    | «Хэйли-холл»                                               |             | 61         | 4,5       | 1879          | [ 19 ] |
| 8     | Onyx on First                                              |             | 60         | 14        | 2008          | Самое высокое здание, построенное в 2000-х годах. |
| 9=    | «Ренессанс»                                                |             | 57         | 15        | 1986          | [ 21 ] [ 22 ] |
| 9=    | Вермонт-авеню, 1090                                        |             | 57         | 12        | 1979          | Самое высокое здание, построенное в 1970-х годах. |
| 11    | Пенсильвания авеню, 1111                                   |             | 55         | 14        | 1968          | Самое высокое здание, построенное в 1960-х годах. |
| 12=   | «Тауэр-билдинг»                                            |             | 54         | 14        | 1929          | Самое высокое здание, построенное в 1920-х годах. |
| 12=   | Avalon at Foxhall                                          |             | 54         | 14        | 1982          | Самое высокое жилое здание в городе. |
| 14=   | Кей-стрит, 1900                                            |             | 52         | 13        | 1996          | [ 30 ] |
| 14=   | Capitol View                                               |             | 52         | 13        | 2007          | [ 31 ] |
| 16    | Здание Национального управления архивов и документации США |             | 51         | 8         | 1935          | Самое высокое здание, построенное в 1930-х годах. |
| 17=   | «Северная Пенсильвания»                                    |             | 50         | 14        | 1990          | [ 34 ] |
| 17=   | «Каир»                                                     |             | 50         | 14        | 1894          | [ 2 ] [ 3 ] |
| 19=   | «Кэпитол-Плэйс»                                            |             | 50         | 12        | 1985          | [ 35 ] [ 36 ] |
| 19=   | Нью-Йорк-авеню, 1101                                       |             | 50         | 12        | 2007          | [ 36 ] [ 37 ] |
| 21=   | Ай-стрит, 1625                                             |             | 49         | 12        | 2003          | [ 38 ] [ 39 ] |
| 21=   | Штаб-квартира Всемирного банка                             |             | 49         | 13        | 1997          | [ 40 ] [ 41 ] |
| 23=   | Пенсильвания-авеню, 1001                                   |             | 49         | 14        | 1987          | [ 42 ] [ 43 ] |
| 23=   | Пенсильвания-авеню, 1201                                   |             | 49         | 13        | 1981          | [ 44 ] [ 45 ] |
| 23=   | Тринадцатая улица, 600                                     |             | 49         | 12        | 1997          | [ 36 ] [ 46 ] |
| 26=   | Комплекс «Уотергейт» — гостиница и офисное здание          |             | 48         | 14        | 1967          | [ 36 ] [ 47 ] |
| 26=   | «Республика»                                               |             | 48         | 13        | 1991          | [ 36 ] [ 48 ] |
| 26=   | Здание клуба армии и флота                                 |             | 48         | 12        | 1987          | [ 36 ] [ 49 ] |
| 26=   | Эль-стрит, 1620                                            |             | 48         | 12        | 1989          | [ 36 ] [ 50 ] |
| 26=   | Эйч-стрит, 1333                                            |             | 48         | 12        | 1982          | [ 36 ] [ 51 ] |
| 26=   | Девятнадцатая улица, 1111                                  |             | 48         | 12        | 1979          | [ 36 ] [ 52 ] |
| 26=   | Массачусетс-авеню, 1010                                    |             | 48         | 15        | 2007          | [ 36 ] [ 53 ] |
| 33=   | «Инвестиция»                                               |             | 47         | 13        | 2001          | [ 54 ] [ 55 ] |
| 33=   | «Кэпитол-Хилтон»                                           |             | 47         | 13        | 1943          | Самое высокое здание, построенное в 1940-х годах. |
| 33=   | Кей-стит, 1875                                             |             | 47         | 12        | 2001          | [ 36 ] [ 58 ] |
| 33=   | Кей-стит, 1430                                             |             | 47         | 12        | 2006          | [ 36 ] [ 59 ] |
| 33=   | Джи-стрит, 1310                                            |             | 47         | 12        | 1992          | [ 36 ] [ 60 ] |
| 33=   | «Уиндхем»                                                  |             | 47         | 14        | 1982          | [ 36 ] [ 61 ] |
| 33=   | Executive Tower                                            |             | 47         | 12        | 2001          | [ 62 ] |
| 33=   | «Уэстин»                                                   |             | 47         | 14        | 1982          | [ 63 ] [ 64 ] |
| 33=   | Пенсильвания-авеню, 1701                                   |             | 47         | 13        | 1962          | [ 65 ] [ 66 ] |
| 42=   | Washington Gas                                             |             | 46         | 15        | 1941          | [ 67 ] [ 68 ] |
| 42=   | Комплекс «Уотергейт» — южное здание                        |             | 46         | 14        | 1970          | [ 36 ] [ 69 ] |
| 42=   | Штаб-квартира Всемирного банка — Здание I                  |             | 46         | 12        | 2001          | [ 70 ] [ 71 ] |
| 42=   | Штаб-квартира Всемирного банка — Здание H                  |             | 46         | 12        | 1983          | [ 72 ] [ 73 ] |
| 42=   | Центр науки и разработки Уильяма Голдена                   |             | 46         | 12        | 1996          | [ 74 ] [ 75 ] [ 76 ] |
| 42=   | «Связь Коннектикута»                                       |             | 46         | 12        | 1978          | [ 77 ] [ 78 ] |
| 42=   | Массачусетс-авеню, 455                                     |             | 46         | 12        | 2007          | [ 79 ] [ 80 ] |

## Разрушенные здания
| Место | Название                | Высота (м) | Этажность | Год постройки | Год разрушения | Примечания                                                    |
| ----- | ----------------------- | ---------- | --------- | ------------- | -------------- | ------------------------------------------------------------- |
| 1     | Munsey Trust            | 52         | 13        | 1905          | 1982           | [ 81 ] [ 82 ]                                                 |
| 2     | Коннектикут-авеню, 1000 | 48         | 13        | 1956          | 2008           | На его месте будет построено здание под тем же самым адресом. |

## Хронология самых высоких зданий Вашингтона
| Название                                          | Изображение | Адрес                                  | Хронология             | Высота (м) | Этажность | Примечания |
| ------------------------------------------------- | ----------- | -------------------------------------- | ---------------------- | ---------- | --------- | ---------- |
| Капитолий США                                     |             | Пенсильвания-авеню, Капитолийский холм | 1863—1899              | 88         | 3         | [ 14 ]     |
| Старое здание почтового отделения                 |             | Пенсильвания-авеню, 1100               | 1899—1959              | 96         | 18        | [ 9 ]      |
| Базилика национальной святыни Непорочного зачатия |             | Мичиган-авеню, 400                     | 1959 — настоящее время | 100        | 32        | [ 7 ]      |